# Vanchiglia
Borgo Vanchiglia (en piemontais : Borgh Vanchija) est un quartier historique de Turin, situé entre le quartier centre et la confluence entre le fleuve Pô et son affluent, la Doire Ripaire. Il appartient à la VIIe circonscription de Turin.
le quartier est délimité comme suit :
- Au Nord, par la Doire Ripaire (« LungoDora Siena ») ;
- À l'Est, par le fleuve Po (« lungoPo Antonelli ») ;
- Au Sud, Corso San Maurizio ;
- À l'Ouest, Corso San Maurizio - croisement avec Corso Regina Margerita.

Le cimetière monumental de Turin, le plus vaste cimetière de la ville, qui se classe parmi les premiers d'Italie pour le nombre de défunts (plus de 400 000) est situé dans le quartier Vanchiglietta (Nord Est), derrière le parco Colletta, en amont de la confluence entre le fleuve Pô et son affluent, la Doire Ripaire.